# Domingo Pérez Cáceres
Andrés A. Domingo Pérez Cáceres (Güímar, 10 novembre 1892 – San Cristóbal de La Laguna, 1º agosto 1961) è stato un vescovo cattolico spagnolo della diocesi di San Cristóbal de La Laguna nelle Isole Canarie, sua diocesi di origine.

## Biografia
Nacque il 10 novembre 1892 a Güímar, a Tenerife. Studiò presso il seminario di Tenerife e fu ordinato presbitero il 21 settembre 1916 per l'imposizione delle mani del vescovo Nicolás Rey Redondo. Divenne in seguito rettore della città di Güímar e decano della cattedrale de La Laguna. Fu inoltre vicario generale della diocesi di Tenerife per dodici anni.
Il 24 aprile 1947 fu nominato vescovo di Tenerife da papa Pio XII, divenendo l'ottavo vescovo della diocesi. Fu consacrato vescovo il 21 settembre 1947 per l'imposizione delle mani dell'arcivescovo Gaetano Cicognani (creato cardinale nel 1953) e dei coconsacranti Albino González y Menédez Reigada e Antonio Victor Pildáin y Zapiáin.
Venne nominato hijo predilecto di Güímar e della provincia di Santa Cruz de Tenerife e "figlio adottivo" dei comuni della diocesi di San Cristóbal de La Laguna e di Los Realejos.
Morì il 1º agosto 1961. È ricordato come il "vescovo dei poveri" per il suo aiuto ai bisognosi e per aver promosso la costruzione della basilica di Nostra Signora della Candelaria, patrona delle Isole Canarie, all'interno della quale fu sepolto.

## Genealogia episcopale
La genealogia episcopale è:
- Cardinale Scipione Rebiba
- Cardinale Giulio Antonio Santori
- Cardinale Girolamo Bernerio, O.P.
- Arcivescovo Galeazzo Sanvitale
- Cardinale Ludovico Ludovisi
- Cardinale Luigi Caetani
- Cardinale Ulderico Carpegna
- Cardinale Paluzzo Paluzzi Altieri degli Albertoni
- Papa Benedetto XIII
- Papa Benedetto XIV
- Papa Clemente XIII
- Cardinale Marcantonio Colonna
- Cardinale Giacinto Sigismondo Gerdil, B.
- Cardinale Giulio Maria della Somaglia
- Cardinale Carlo Odescalchi, S.I.
- Vescovo Eugène de Mazenod, O.M.I.
- Cardinale Joseph Hippolyte Guibert, O.M.I.
- Cardinale François-Marie-Benjamin Richard de la Vergne
- Cardinale Pietro Gasparri
- Cardinale Gaetano Cicognani
- Vescovo Andrés A. Domingo Pérez Cáceres